# Paszport wewnętrzny

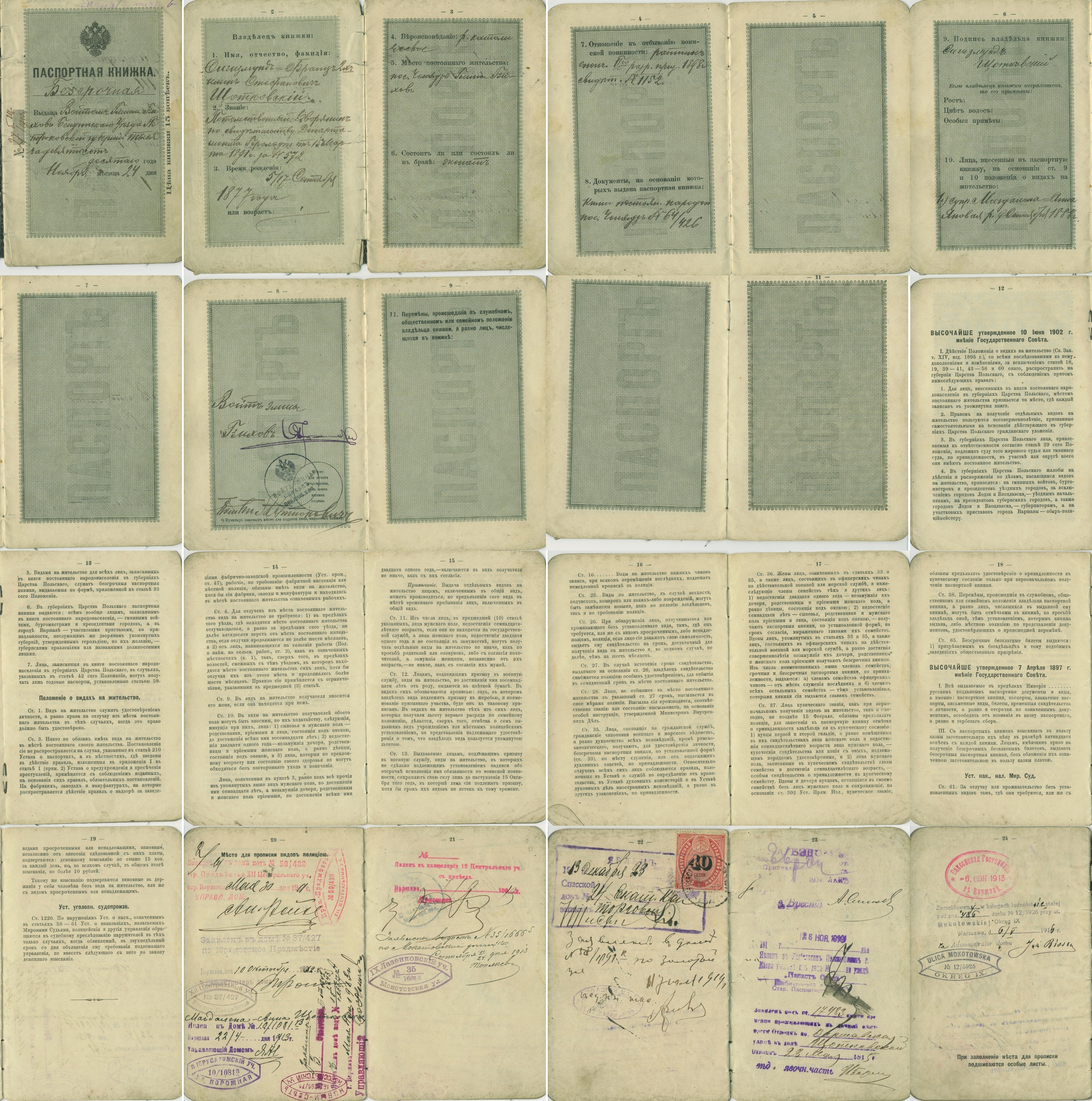
strony oryginalnego paszportu wewnętrznego wydanego w 1910 mieszkańcowi Warszawy

Paszport wewnętrzny – dokument tożsamości stosowany w niektórych państwach, często równolegle do obowiązku meldunkowego. Bez meldunku w paszporcie wewnętrznym obywatele danego państwa nie mają prawa przebywać poza granicami swojej jednostki administracyjnej (bezwzględnie lub powyżej określonego limitu dni).
System ten już w XVI wieku wprowadzony został w Szwecji.
W 1555 król Gustaw I Waza zarządził, że wszyscy kupcy muszą posiadać wydany przez miasto zamieszkania „dokument lub paszport podróży”, by móc legitymować się nim w miejscach, w których nie są znani. W 1603 wszedł w życie zakaz wydawania podróżnym bez paszportu koni w karczmach (normalnie właściciel karczmy był zobowiązany umożliwić podróżnemu transport do kolejnej, najbliższej karczmy). Osoby podróżujące bez paszportu można było aresztować i oskarżyć o włóczęgostwo. Nakaz posiadania paszportu wewnętrznego w Szwecji zniesiono w 1860.
Był także powszechnie stosowany w Imperium Rosyjskim wraz z systemem meldunkowym; po rewolucji październikowej w 1917 bolszewicy zlikwidowali meldunki, ale wprowadzili książeczki pracy (ros. трудовая книжка), przypisujące robotników do zakładu pracy. Dekretem z 27 grudnia 1932 Stalin przywrócił obowiązek posiadania paszportu wewnętrznego w całym ZSRR. Do 1974 (de facto do 1976, kiedy stosowne akty prawne weszły w życie) mieszkańcy kołchozów nie otrzymywali paszportów, co uniemożliwiało im ich opuszczenie (w razie wyjazdu czasowego kołchoźnik otrzymywał dokumenty, które dokładnie opisywały czas, miejsce i trasę podróży, i poza nimi nie były ważne). Obecnie paszporty wewnętrzne są w użyciu m.in. w Korei Północnej, Chińskiej Republice Ludowej oraz – w stopniu znacznie zredukowanym w stosunku do czasów ZSRR – w Rosji.
W latach 1952–1986 system paszportów wewnętrznych obowiązywał w rządzonej przez rasistowski reżim RPA. Każdy obywatel, opuszczając strefę wyznaczoną dla jego „grupy rasowej”, musiał posiadać taki dokument.
Na Ukrainie system zezwoleń na pobyt na podstawie rejestracji obywateli przy pomocy paszportów wewnętrznych został formalnie uznany za niekonstytucyjny w roku 2001.
Do paradoksu związanego z systemem meldunkowym doszło w Rosji w listopadzie 2004. Władze tego kraju, chcąc zachęcić obywateli Ukrainy, którzy licznie pracują częściowo legalnie w Rosji, do głosowania w wyborach prezydenckich na Wiktora Janukowycza, zwiększyły dla nich czas przysługujący na uzyskanie meldunku od chwili przyjazdu z 3 do 90 dni. W rezultacie posiadacze paszportów ukraińskich stali się bardziej uprzywilejowani od obywateli Rosji, których obowiązywał, podobnie jak i pozostałych cudzoziemców, 3-dniowy limit czasu na uzyskanie meldunku. Przywilej 90-dniowego przebywania poza miejscem zamieszkania bez rejestracji został jednak wkrótce przyznany także wszystkim Rosjanom, choć nie dotyczy on przypadku miast zamkniętych.